# La Malédiction de Molly Hartley
La Malédiction de Molly Hartley ou Le cauchemar de Molly Hartley au Québec (The Haunting of Molly Hartley) est un film d'horreur américain de Mickey Lidell sorti en 2008.
Il s'agit d'un remake du film Une fille… pour le diable de 1976.

## Synopsis
Molly (Haley Bennett), une jeune adolescente de 17 ans, doit faire face aux problèmes psychotiques de sa mère. Le jour où sa vie est en danger, elle décide de déménager pour recommencer une nouvelle vie: nouveau lycée, nouveaux amis: Leah (Shannon Woodward) Alexis (Shanna Collins) et nouveaux amours: Joseph Young (Chace Crawford). Mais tout bascule le jour où elle devient soudainement hantée par des visions et des voix qui lui révèlent un sombre aspect de son passé. Après avoir été accusée du meurtre d'un couple, Molly Hartley est admise dans un institut psychiatrique sous les soins du prêtre John Barrow et de la docteur Laurie Hawthor.

## Fiche technique
- Réalisation :  Mickey Lidell
- Date de sortie : 2008

## Distribution
- Haley Bennett (VQ : Émilie Bibeau) : Molly Hartley
- Chace Crawford (VQ : Philippe Martin) : Joseph Young
- Shanna Collins (VQ : Isabelle Payant) : Alexis White
- Marin Hinkle (VQ : Manon Arsenault) : Jane Hartley
- AnnaLynne McCord : Suzie Woods
- Nina Siemaszko (VQ : Lisette Dufour) : Dr. Amelia Emerson
- Jake Weber (VQ : Yves Soutière) : Robert Hartley
- Shannon Woodward (VQ : Kim Jalabert) : Leah
- Jessica Lowndes (VQ : Stéfanie Dolan) : Laurel Miller
- Josh Stewart : Mr. Draper
- Ron Canada : Mr. Bennett
- Kevin Cooney : Dr. Donaldson

Source et légende : Version québécoise (VQ) sur Doublage Québec.